# 天主教索洛拉-奇馬爾特南戈教區
天主教索洛拉-奇馬爾特南戈教區（拉丁語：Dioecesis Sololensis-Chimaltenangensis）是瓜地馬拉一個羅馬天主教教區，屬洛斯阿爾托斯、克薩爾特南戈-托托尼卡潘總教區。
教區於1951年3月10日成立，包括索洛拉省和奇馬爾特南戈省。教座位於索洛拉，教區於2010年時有744,000名教友（佔轄區總人口80.5%）、34個堂區和88名司鐸。教區主教現時出缺。